# Fuchsia splendens
Deze Fuchsia van de sectie Ellobium heeft de soortaanduiding splendens, dat staat voor stralend of schitterend, gekregen van Zuccarini in 1832. De planten komen voor in Guerrero en Oaxaca, Mexico en in Costa Rica in vochtige bergwouden op 2000 tot 3500 meter hoogte. Ze groeien er terrestrisch maar ook epifytisch .

## Beschrijving
Het is een meerstammige struik waarvan de buitenste schorslaag afschilfert. De hartvormige tot ovale bladeren zijn vrij groot voor een fuchsia en worden tot 6 centimeter lang. Ze kunnen een vrij ruw oppervlak hebben en groeien tegelijkertijd verspreid of in kransen van 3 of 4.
De bloemen groeien vanuit de bladoksels aan de jonge takken. Ze zijn zalmroze met de typische samengeknepen tot zelfs platte bloembuis, terwijl de ingang van de bloem wel weer rond en regelmatig is. Kelk- en kroonbladen zijn geelgroen. De bloembuis is 3,5 cm en de hele bloem 5 cm lang met de stempel inbegrepen.
De lange slanke bessen zijn aanvankelijk groen, glad en saprijk. Bij ouder worden verkleuren ze naar roodpaars. Ze hebben een scherpe en citroenachtige smaak.

## Cultuur
Zoals de meeste Fuchsia's, geeft deze plant de voorkeur aan milde temperaturen overdag en koele nachten. Hij kan warme dagen verdragen, op voorwaarde dat de nachten koel zijn. Omdat hij uit nevelwouden stamt, heeft gefilterd zonlicht de voorkeur, met bescherming tegen de sterke middagzon. Ook harde wind wordt slecht verdragen.

Bijzonder aan deze soort is dat hij al in januari begint te bloeien. In juni is het zo goed als over. Na de bloei terugsnoeien kan in het najaar nog een beetje nabloei geven. Matig bemesten en niet drastisch snoeien omdat de bloemen zullen verschijnen op eenjarige stengels.

## Ondersoorten
Een plant afkomstig van de vulkaan Santa María in Guatemala met de naam Fuchsia cordifolia (hartvormig blad) heeft langere bloemen tot 6,5 cm maar wordt tegenwoordig ook Fuchsia splendens genoemd: Fuchsia splendens subsp. cordifolia (Bentham 1841). De oorspronkelijke Fuchsia splendens heet bijgevolg Fuchsia splendens subsp. splendens.
... · 
F. arborescens · 
F. ×bacillaris · 
F. boliviana · 
F. excorticata · 
F. jimenezii · 
F. lycioides · 
F. magellanica · 
F. nigricans · 
F. pachyrrhiza · 
F. procumbens · 
F. simplicicaulis · 
F. splendens · 
F. tilletiana · 
...